# Veddabatrus temporalis
Genre
Synonymes
- Coryphomodes temporalis Jeannel, 1960 (protonyme)

Veddabatrus temporalis est une espèce de coléoptères de la famille des Staphylinidae et de la sous-famille des Pselaphinae.

## Répartition et habitat
Cette espèce est décrite de l'Uttarakhand, en Inde.

## Taxinomie
L'espèce est décrite en 1960 par René Jeannel sous le protonyme Coryphomodes temporalis, et déplacée en 2001 vers son genre actuel, Veddabatrus, par les entomologistes Ivan Löbl et Sergey A. Kurbatov.